# Apseudomorpha timaruvia
Apseudomorpha timaruvia is een naaldkreeftjessoort uit de familie van de Metapseudidae. De wetenschappelijke naam van de soort is voor het eerst geldig gepubliceerd in 1882 door Charles Chilton.